# Le Thoult-Trosnay
Le Thoult-Trosnay é uma comuna francesa na região administrativa do Grande Leste, no departamento de Marne. Estende-se por uma área de 14.89 km², e possui 104 habitantes, segundo o censo de 2018, com uma densidade de 7.0 hab/km².